# Phthiracarus sanvicensis
Phthiracarus sanvicensis är en kvalsterart som beskrevs av Subías och Gil-Martín 1990. Phthiracarus sanvicensis ingår i släktet Phthiracarus och familjen Phthiracaridae. Inga underarter finns listade i Catalogue of Life.